# Central Hockey League 1934/35
Die Saison 1934/35 war die vierte und letzte reguläre Saison der Central Hockey League (CHL). Meister wurden die St. Paul Saints.

## Teamänderungen
- Die Duluth Hornets stellten den Spielbetrieb ein.
- Die Hibbing Miners stellten den Spielbetrieb ein.

## Modus
In der regulären Saison absolvierten die drei Mannschaften jeweils zwischen 47 und 48 Spiele. Aufgrund der geringen Teilnehmerzahl spielte man in einem gemeinsamen Spielplan mit den Mannschaften der American Hockey Association. Für einen Sieg erhielt jede Mannschaft zwei Punkte, bei einem Unentschieden einen Punkt und bei einer Niederlage null Punkte.

## Reguläre Saison

### Tabelle
Abkürzungen: GP = Spiele, W = Siege, L = Niederlagen, T = Unentschieden, GF = Erzielte Tore, GA = Gegentore, Pts = Punkte
|                     | GP | W  | L  | T | GF  | GA  | Pts |
| ------------------- | -- | -- | -- | - | --- | --- | --- |
| St. Paul Saints     | 47 | 28 | 10 | 9 | 137 | 88  | 56  |
| Minneapolis Millers | 48 | 21 | 19 | 8 | 108 | 105 | 42  |
| Eveleth Rangers     | 47 | 9  | 30 | 8 | 88  | 137 | 26  |